# Puerto Aysén
Puerto Aysén este un oraș din provincia Aisén, regiunea Aisén, Chile, cu o populație de 16.936 locuitori (2012) și o suprafață de  km2. 